# 崔茂宣
崔茂宣（：／，1325年—1395年），韩国军械工程师，在高麗後期和朝鮮王朝早期曾担任軍事指揮官，本貫永川崔氏。他因從在高麗進行貿易的中國商人手中獲得了中国火藥配方，从而改良了高丽原有的火药而知名。之后他又研制出各种类型的火器，以帮助高丽/朝鲜军队擊退掠奪朝鮮半島沿海地區的倭寇。

## 生平
崔茂宣出生在高丽慶尚道永川的富裕家庭，他的父親是高麗王朝的官員，而他则是通過科舉考试成為了軍官。當時的高麗王朝已經搖搖欲墜，倭寇在同一時間穿越朝鮮海峽沿海地區掠奪(慶尚道、全羅道)。倭寇在高麗南部沿海地区，甚至深入內陸造成破壞。虽然有李成桂與崔瑩率军抵御，高麗却仍然无法彻底解决倭寇的骚扰，这一度令高麗想要放棄都城開京迁都。
崔茂宣在童年时期曾與父親見過元军的火器，由此产生了强烈震撼。在以後的生活中，崔茂宣開始尋求如何將中國的火藥技术引进高麗，因此他曾前往还在元朝統治下的中国。而当时的环境下，任何中國的先进技術，如棉花的种植和火药的制造都是绝对不允許外傳的。崔茂宣藉著走私貿易的方式獲得了一些火药成品，並最終发现了火药制造中的3个關鍵成分。然而，在進行實驗時他在提取硝酸钾上遇到困難，因为他不知道如何從原材料中提炼。经过了多次實驗失敗後，崔茂宣曾經打算放棄，不过后来聽说明朝人李元掌握火藥的製造方法，因此通过賄賂成功獲得了中国火藥的配方。经过再次实验，崔茂宣成功萃取出硝酸鉀，使本土的火藥得以改良（高丽曾于1374-1376年试制火藥）。後來，他在高丽禑王面前示範了新研制出的火器，受到了高丽王室的很大支持，因此他還開始建造新的軍艦（配备了其研制的火炮），以帮助高丽军队更好和倭寇作战。1380年，崔茂宣担任副元帥，与元帥羅世一起在鎮浦率高丽水軍擊沉了500余艘倭寇战船。1383年，鄭地以火炮殲滅南方倭寇，1389年，朴葳以火砲攻击日本對馬，破壞倭寇战船超过300艘。1395年，崔茂宣去世，之后其子崔海山繼續火藥硏究，并得到了朝鮮王朝的重用。
崔茂宣对于火藥的改良，加上从明朝引进的相关火器技术，促使朝鲜王朝也成功研制出了神機箭。